# Autopista AP-8

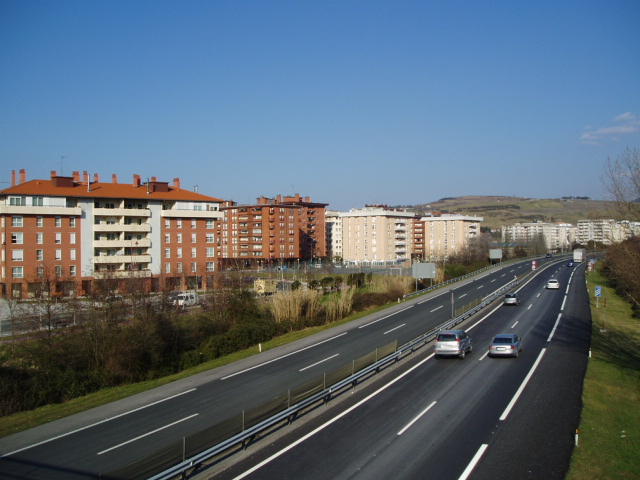
La AP-8 in Zarauz.

La Autopista AP-8 (o AP-8) è un'autostrada spagnola. Essa parte dal confine con la Francia, in corrispondenza dell'Autoroute A63, fino ad arrivare a Bilbao, per un totale di 117 km.

## Percorso
|      |                                                                                 |        |                |  |  |
| Tipo | Indicazione                                                                     | Uscita | Strada europea |  |  |
|      | Autoroute A63 Confine di Stato - Francia                                        |        |                |  |  |
|      | Irún, Behobia                                                                   | 1      |                |  |  |
|      | Irún                                                                            | 2      |                |  |  |
|      | Barriera Irún                                                                   |        |                |  |  |
|      | Area di servizio "Oiartzun"                                                     |        |                |  |  |
|      | Oiartzun                                                                        | 3      |                |  |  |
|      | Errenteria                                                                      | 4      |                |  |  |
|      | Intxaurrondo                                                                    | 5      |                |  |  |
|      | Pasai San Pedro                                                                 | 6      |                |  |  |
|      | Donostia/San Sebastián (centro) (solo carreggiata ovest)                        | 7      |                |  |  |
|      | Donostia/San Sebastián (hego/sur) (solo carreggiata est)                        | 7      |                |  |  |
|      | Donostia/San Sebastián (mendebalde/oeste)                                       | 8      |                |  |  |
|      | Donostia-Industrialdea/San Sebastián-Polígono Industrial (solo carreggiata est) | 9      |                |  |  |
|      | Gasteiz/Vitoria, Iruña/Pamplona                                                 | 10     |                |  |  |
|      | Area di servizio "Aritzeta"                                                     |        |                |  |  |
|      | Zarautz                                                                         | 11     |                |  |  |
|      | Barriera Zarautz                                                                |        |                |  |  |
|      | Zumaia, Zestoa                                                                  | 12     |                |  |  |
|      | Itziar, Deba e area di servizio                                                 | 13     |                |  |  |
|      | Elgoibar                                                                        | 14     |                |  |  |
|      | Gasteiz/Vitoria, Arrasate/Mondragón                                             | 15     |                |  |  |
|      | Eibar (ekialde/este)                                                            | 15A    |                |  |  |
|      | Eibar (mendebalde/oeste), Ermua                                                 | 16     |                |  |  |
|      | Durango e barriera                                                              | 17     |                |  |  |
|      | Amorebieta, Gernika-Lumo                                                        | 18     |                |  |  |
|      | Area di servizio "Amorebieta"                                                   |        |                |  |  |
|      | Erletxe (solo carreggiata ovest)                                                | 19     |                |  |  |
|      | Zamudio, Sondika, Aireportua Bilbo                                              |        |                |  |  |
|      | Galdakao, Gasteiz/Vitoria                                                       | 19     |                |  |  |
|      | Irubide, Bilbo/Bilbao (ekialde/este) (solo carreggiata ovest)                   | 20     |                |  |  |
|      | Basauri, Laudio/Llodio                                                          | 21     |                |  |  |
|      | Gasteiz/Vitoria, Logroño, Zaragoza (solo carreggiata est)                       | 22     |                |  |  |
|      | Santander, Bilbo/Bilbao                                                         |        |                |  |  |